# Matthias Behr
Matthias Behr, né le 1er avril 1955 à Tauberbischofsheim est un escrimeur et maître d'armes allemand pratiquant le fleuret. Sa plus grande victoire est le titre olympique remporté avec l’équipe d’Allemagne de fleuret lors des  Jeux olympiques d'été de 1976  à Montréal. Après sa carrière d’escrimeur, Behr est devenu un maître d'armes à succès, dirigeant pendant plus de 15 ans le plus grand centre d'entraînement de l'escrime allemande à Tauberbischofsheim et prenant en main l'équipe nationale allemande de fleuret à la suite d'Emil Beck dont il était très proche.
La carrière de tireur de Matthias Behr a été marquée par un événement malheureux. Le 19 juillet 1982 lors des championnats du monde d‘escrime de Rome, Behr dispute les quarts de finale de l’épreuve de fleuret par équipes contre les soviétiques. Lors de son assaut contre Vladimir Viktorovitch Smirnov, champion olympique et multiple champion du monde, la lame de son fleuret se casse en deux et va se planter, passant au travers du masque, dans la tête de son adversaire. Smirnov est évacué en urgence. La compétition reprend sur demande des autorités sportives soviétiques qui cachent à ses coéquipiers l’état réel de Smirnov. L’équipe allemande perd le quart de finale contre les soviétiques emmenés par Alexandre Romankov. Ceux-ci gagnent un peu plus tard dans la journée  le titre de champion du monde. Smirnov décède quelques jours après.
Matthias Behr est marié à l'ancienne fleurettiste Zita Funkenhauser.

## Palmarès
- Jeux olympiques
  -  Champion olympique au fleuret par équipes aux Jeux olympiques de 1976 à Montréal
  -  Médaille d’argent au fleuret aux Jeux olympiques de 1984 à Los Angeles
  -  Médaille d’argent au fleuret par équipes aux Jeux olympiques de 1984 à Los Angeles
  -  Médaille d’argent au fleuret par équipes aux Jeux olympiques de 1988 à Séoul
- Championnats du monde d'escrime
  -  Champion du monde au fleuret par équipes aux championnats du monde de 1977 à Buenos Aires
  -  Champion du monde au fleuret par équipes aux championnats du monde de 1983 à Vienne
  -  Champion du monde au fleuret par équipes aux championnats du monde de 1987 à Lausanne
  -  Médaille d'argent au fleuret individuel aux championnats du monde de 1987 à Lausanne
  -  Médaille d'argent au fleuret par équipes aux championnats du monde de 1973 à Göteborg
  -  Médaille d'argent au fleuret par équipes aux championnats du monde de 1985 à Barcelone
  -  Médaille d'argent au fleuret par équipes aux championnats du monde de 1986 à Sofia
  -  Médaille de bronze au fleuret par équipes aux championnats du monde de 1979 à Melbourne
  -  Médaille de bronze au fleuret par équipes aux championnats du monde de 1981 à Clermont-Ferrand